# Jean Turpin (graveur)
Pour les articles homonymes, voir Turpin.
Jean Turpin dit aussi en italien : Giovanni Turpino, né à Paris en 1561 et mort à Rome le 30 juin 1629, est un artiste peintre, graveur et imprimeur d'estampes français, ayant exercé son art en Italie.

## Biographie
Les premières années de la vie de Jean Turpin restent à ce jour peu documentées ; il est dit peintre-graveur parisien. Vers 1587-1588, il est à Rome en compagnie de l'artiste Philippe Thomassin. Jean a épousé Bartholomée-Félicie, la sœur de Barbara Ungé, l'épouse de Thomassin. Installés à Rome, au départ via dell'Armata, les deux artistes et leurs familles vont travailler ensemble sur des productions gravées sur cuivre. Vers 1595-1596, ils déménagent leur boutique via Parione, plus commerçante.

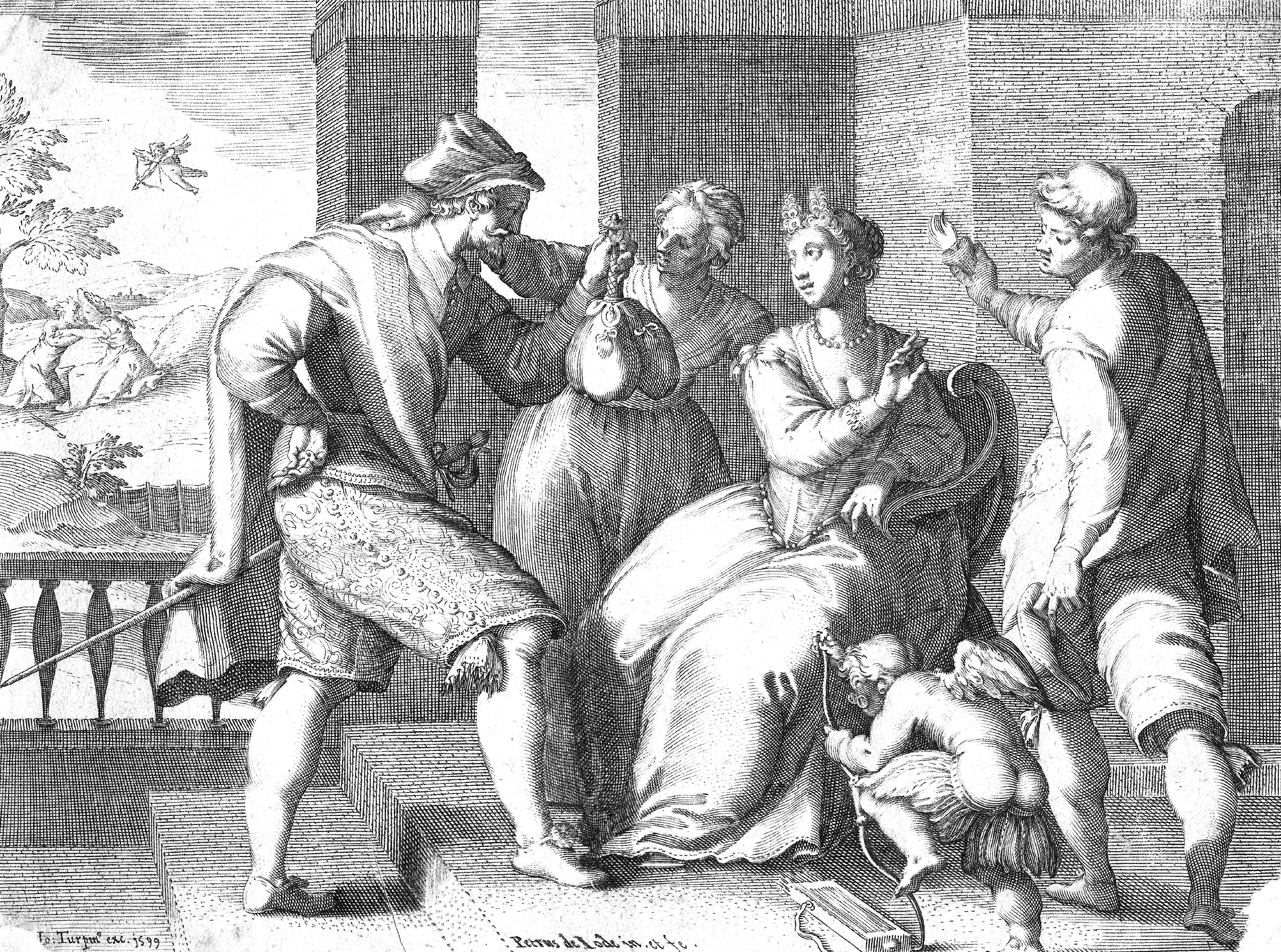
Les courtisans, cuivre daté 1599, d'après Pieter de Jode I.

Le couple que forme Jean et Bartholomée-Félicie a au moins trois enfants, dont Jeanne, née à Rome le 22 mai 1597, et César (Cesare) né également à Rome le 15 mai 1599 et qui devient peintre dans cette ville à partir de 1620. 
En 1601, les affaires de Turpin, connut à Rome sous le nom de Giovanni Turpino, vont bien puisqu'il devient propriétaire et bailleur d'un immeuble via Arenula.
L'association entre Turpin et Thomassin prend fin devant notaire en janvier 1602 ; cependant, en mai 1602, les deux hommes négocient encore un important transfert de cuivres depuis chez l'imprimeur Raffaello Guidi ; un an plus tôt, meurt en effet Barbara, l'épouse de Thomassin, et se pose des questions patrimoniales. Le rôle de Turpin semblait surtout concerner la commercialisation des estampes produites en commun dans l'atelier auprès des libraires. Il existe cependant des cuivres signés uniquement par Turpin. Selon Edmond Bruwaert, il est possible qu'après 1602, Turpin, en réimprimant certains cuivres, choisisse d'effacer le nom de Thomassin,. L'un des recueils les plus fameux est la réimpression du Ritratti di cento capitani illustri, en 1600, aux cuivres signés par les deux français, mais dont les originaux et les textes avaient été composés par Aliprando Caprioli, et imprimés par Domenico Gigliotti quelques années plus tôt.
Après 1602, Jean Turpin possède boutique près l'église San Carlo ai Catinari. Après le décès de sa femme, il se remarie avec une romaine, Stefania de Nutis.
Turpin est aussi peintre ; il fut actif jusqu'à la fin de sa vie puisque en juin 1625, il reçut commande d'un tableau représentant la Vierge et des anges, de la part du prince-cardinal Maurice de Savoie.
Turpin fut nommé marguillier de Saint-Louis, attaché à la direction des hospices, et semble avoir été un personnage important au sein de la communauté des artistes français installés dans Rome. Il fut enterré à la basilique San Lorenzo in Lucina.